# Cyanoptila
Cyanoptila är ett litet fågelsläkte med två arter i familjen flugsnappare inom ordningen tättingar, båda med utbredning i östra Asien.
Länge ansågs släktet bestå av bara en art, blåvit flugsnappare (C. cyanomelana), men efter studier från 2012 urskiljs nu också coelinflugsnappare (C. cumatilis).